# Šumicha
Šumicha (rusky Шумиха) je město v Kurganské oblasti v Ruské federaci. Při sčítání lidu v roce 2010 měla bezmála osmnáct tisíc obyvatel.

## Poloha a doprava
Šumicha leží východně od Uralu na jihozápadě západosibiřské nížiny. Od Kurganu, správního střediska oblasti, je vzdálena přibližně 130 kilometrů západně.
Přes Šumichu prochází Transsibiřská magistrála (úsek z Čeljabinsku do Omsku). Také zde prochází dálnice R254 z Čeljabinsku přes Kurgan a Omsk do Novosibirsku.

## Dějiny
Šumicha byla založena v roce 1892 při výstavbě západosibiřské železnice jako staniční osídlení. Od roku 1932 do roku 1943 byla součástí Čeljabinské oblasti, pak se stala součástí Kurganské oblasti.
Městem je Šumicha od roku 1944.